# Shmuel Katz
Shmuel Katz (Veenendaal, 1957) is een Nederlandse rabbijn.
Na het eindexamen Atheneum in 1975 vertrok Katz naar Israël waar hij zijn rabbijnendiploma behaalde in 1982. Ook studeerde hij af aan de Hogeschool Inholland in 2010 met een bachelors in Joods Pastoraal Werk. Hier in Nederland werkte hij als adjunctdirecteur Joodse vakken bij het Cheider in Amsterdam en sinds 2005 als sjoelrabbijn van de Gerard Doustraat sjoel, de oudste van de bij de Joodse gemeente Amsterdam aangesloten gebedshuizen. Sinds 1996 is hij in dienst bij de NIHS en is hij daar als rabbijn verantwoordelijk voor de eroew (de sabbatsgrens), kasjroet (koosjer eten), representatie en sociaal pastorale zaken. Hij is ook werkzaam voor het Nederlands Israëlietisch Seminarium.
In 2020 was Katz te zien in het EO-programma Vraag het een rabbijn.

## Persoonlijk
Katz is getrouwd met Miriam Klugman, afkomstig uit New York. Samen hebben ze vijf kinderen en een aantal kleinkinderen.